# Adrian-Nicolae Diaconu
Adrian-Nicolae Diaconu (n. 26 noiembrie 1966, Slănic, România) este un politician român, ales deputat în 2012 din partea PP-DD, și apoi senator în 2016 din partea PSD.
În prima legislatură, la 27 mai 2014 a trecut în grupul parlamentar deputați neafiliați, devenit ulterior grupul UNPR, după care s-a mutat în grupul parlamentar al Partidului Social Democrat (în martie 2016).